# Mammillaria mainiae

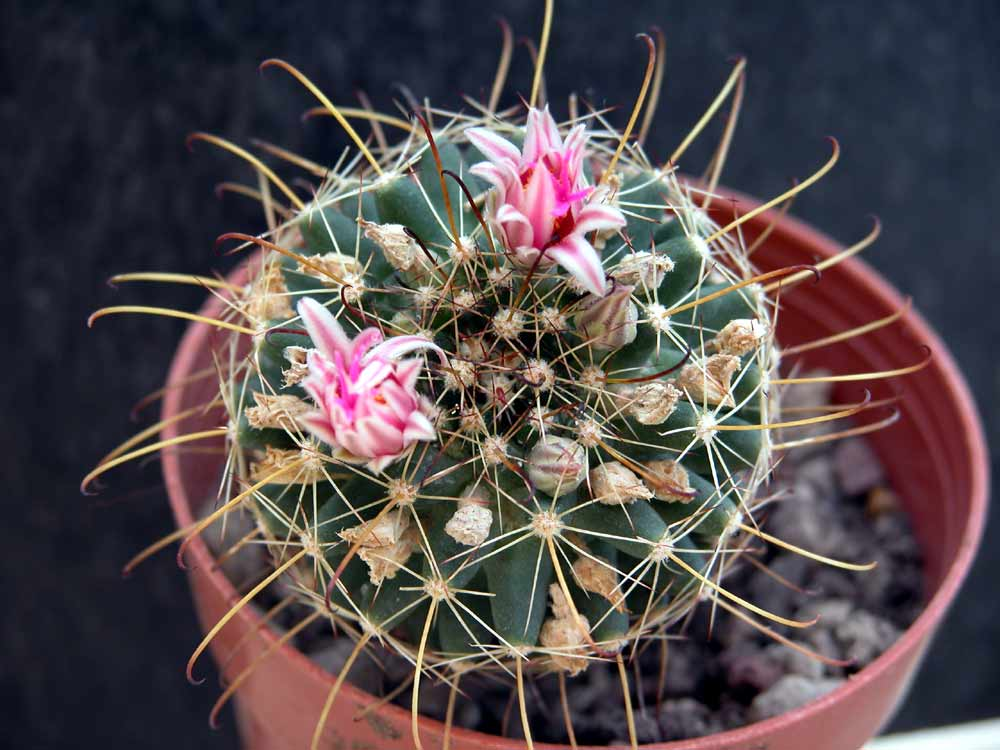
Kaktusväxten Mammillaria mainiae.

Mammillaria mainiae är en kaktusväxtart som beskrevs av K. Brandegee. Mammillaria mainiae ingår i släktet Mammillaria och familjen kaktusväxter. Inga underarter finns listade i Catalogue of Life.